# Els miserables
|  | Per a altres significats, vegeu «Els miserables (desambiguació)». |

Els miserables (títol original: Les Misérables) és una novel·la escrita en francès per l'escriptor Victor Hugo i publicada el 1862. La novel·la transcorre a França durant la primera meitat del segle xix. És un referent de la novel·lística romàntica.
La novel·la transcorre al voltant de la vida d'un expresidiari, Jean Valjean, que després de passar molts anys a la presó intenta iniciar una nova vida, però continua arrossegant el seu passat. Coneixerà en Gavroche i un revolucionari fill de burgesos, que estan inspirats en els acompanyants de la "Llibertat" en la pintura de Delacroix La llibertat guiant el poble.
La novel·la permet als lectors apropar-se a la història de la França propera a Victor Hugo, com ara la Revolució francesa del 1789, l'Imperi napoleònic, la Restauració de Lluís XVIII i Carles X, la Revolució de juliol i la Rebel·lió de juny. Al llibre Hugo fa una anàlisi d'aquests esdeveniments històrics i d'altres esdeveniments socials i culturals com les condemnes a la guillotina.

## Estructura
La novel·la està dividida en cinc volums:
1. Fantine
2. Cosette
3. Marius
4. L'idil·li del carrer Plumet i l'epopeia del carrer Saint-Denis
5. Jean Valjean

També, cada part consta de vuit o més «llibres», dividits en diversos capítols. Cada capítol és relativament curt, normalment d'unes poques pàgines. Això no obstant, el llibre en la seua totalitat és bastant més llarg que la majoria de les novel·les; supera sense problemes les mil cinc-centes pàgines en les edicions íntegres. Les quals són de fàcil assimilació i, en llegir-les, són de fàcil comprensió i enteniment.

### Volum I: Fantine
Aquest volum és una oportunitat per presentar els personatges que segueixen Jean Valjean des del principi fins al final de les seves aventures.
L'acció de l'obra comença l'any 1815, parlant del bisbe de Digne, monsenyor Myriel, de gran bondat i generositat amb els pobres. Viu amb la seua germana fadrina i amb una serventa en un antic hospital. Es descriu com era la seua vida, totalment apegada a les seues creences religioses, fins al punt de passar per greus problemes econòmics.
L'acció comença amb l'arribada de Jean Valjean, el personatge principal de l'obra, després d'una sentència de dinou anys de presó: víctima d'un tràgic destí; originalment, sentenciat a cinc anys de presó per robar pa per alimentar la seva família, veu ampliada la seva sentència després de diversos intents de fuga. El seu passat com a convicte l'aclapara i, en cada ciutat que passa, sent la negativa de donar-li faena per ser un exconvicte amb un passaport groc, universalment rebutjat; i només el bisbe Myriel li obre la porta per oferir-li aliment i refugi. Jean Valjean mostra un odi-amor i ressentiment amb la societat i, poc conscient dels seus actes, roba plata del bisbe i fuig per la finestra. Quan és detingut i portat per la policia davant del bisbe Myriel, aquest decideix perdonar-lo i li regala la plata.
Simètricament a l'ascensió de Jean Valjean amb la seva redempció, som testimonis de la caiguda de Fantine. Al principi, Fantine és l'amant d'un estudiant, Félix Tholomeys, i viu a París. Quan l'estudiant decideix tornar al seu lloc d'origen, abandona Fantine i la seva filla Cosette. Fantine decideix tornar al seu lloc d'origen, però, per no dur l'estigma de mare soltera, ha de deixar Cosette, només amb tres anys, a cura dels Thénardier. No la veurà mai més. Els Thénardier van exigint més i més diners a Fantine per cuidar la seva filla, mentre Cosette està esclavitzada. Fantine va entrant en decadència fins a arribar a la prostitució i acaba morint.
Al poble de Fantine, Montreuil-sur-Mer, hi ha un nouvingut que ha reactivat pràcticament sol l'economia de la regió. Fa molts diners, però té consciència social, i contribueix generosament al benestar del poble. En reconeixement, l'en fan batlle. Es fa dir Monsieur Madeleine, però en realitat és Jean Valjean, que redreça la seva vida, i torna a la comunitat el favor que li havia fet el bisbe Myriel.
El comissari de Montreuil, Javert, però, creu reconèixer Valjean com a ex-convicte del penal de Toló, i és dels pocs habitants del poble que no admiren el seu batlle, fins al punt de denunciar-lo. No obstant, l'atzar vol que en aquell moment, la justícia hagi detingut un pobre diable, Champmathieu, erròniament identificat com a Jean Valjean i condemnat en el seu lloc. El veritable Jean Valjean veu l'oportunitat de reintegrar-se definitivament a la societat. Però Victor Hugo no ho vol. Per a ell, l'honestedat és un compromís. Després d'una llarga nit de vacil·lació, Madeleine/Valjean decideix que, per compromís ètic, ha de declarar al judici de Champmathieu que ell és Jean Valjean, renunciant a la seva privilegiada posició. Escapa a la justícia, però torna clandestinament per complir amb una última promesa realitzada en el moment de la seva mort a Fantine, a qui prèviament havia ajudat: ha de salvar Cosette, esclava del matrimoni Thénardier.

### Volum II: Cosette
El llibre comença amb una llarga descripció (una sisena part del volum) de la batalla de Waterloo. Al final de la batalla, trobem Thénardier robant els morts, i salvant, sense voler, la vida de Pontmercy.
Jean Valjean, forçat a Toló, demana que li treguin els grillons per salvar heroicament un treballador de les drassanes. Mentre baixa, cau ell a l'aigua, i no el veuen més. Tothom el dona per mort. En realitat, però, aconsegueix d'escapar-se, i va a buscar Cosette a can Thénardier. Poc abans, hem sabut que Cosette viu totalment esclavitzada, vestida amb parracs hivern i estiu, i passant gana. Valjean havia aprofitat la seva primera fuga per amagar la seva fortuna en un bosc de Montfermeil, i, quan torna, coneix Cosette, i l'allibera dels Thénardier a canvi de pagar-los els deutes (1.500 francs). Valjean compleix la promesa que li havia fet a la Fantine; coneix per primera vegada l'amor (paternal) envers Cosette, i Cosette pot ser una nena i jugar per primera vegada a la vida. Es traslladen a un suburbi de París, i comencen una vida senzilla, però feliç.
Però el comissari Javert, que ara treballa a París, sent a parlar de la desaparició de Cosette (els Thénardier, en un primer moment, havien justificat la seva desaparició dient que havia estat raptada) i comença a sospitar que en Valjean no és mort de veritat. Al final, el localitza, però Valjean se n'adona i fuig amb la Cosette. Després de perseguir-lo per mig París, li perd la pista quan estava totalment rodejat. Valjean s'ha enfilat a la paret d'un convent de clausura i s'hi ha amagat. Dins del convent, s'hi troba en Fauchelevent, un antic carreter de Montreuil-sur-mer a qui li havia salvat la vida, que hi treballa de jardiner. Fauchelevent està molt content d'acollir-lo, i fa per manera que les monges li permetin de quedar-se com a ajudant del jardiner, i que acullin la Cosette al seu internat.
Victor Hugo aprofita l'arribada de Valjean al convent per fer una llarga digressió, on, després de descriure amb tot detall el convent, la seva organització i la seva història, exposa les seves opinions sobre la religió, la filosofia, i les maneres de practicar-les.

### Volum III: Marius
El volum III avança 8 o 9 anys, i comença donant protagonisme a personatges nous, i alguns altres que només s'havien esbossat. Apareix Gavroche, el tercer fill dels Thénardier, que el tenen abandonat. Viu al carrer i amb prou feines visita la seva família de tant en tant, perquè ni li fan gaire cas, ni li donen res per subsistir.
Els Thénardier han canviat de nom, per escapar dels creditors. Ara es fan dir Jondrette, i viuen sense saber-ho a la mateixa casa-pensió on s'havien refugiat Valjean i Cosette abans de fugir cap al convent.
També sabem de la vida de Pontmercy, l'oficial que Thénardier havia reanimat després de la batalla de Waterloo, quan l'havia pres per mort i li robava els objectes de valor. Després de vint-i-cinc anys servint l'exèrcit francès en les guerres de la Revolució Francesa i les Napoleòniques, fou premiat amb el rang de coronel i una baronia per l'Emperador en persona. Però amb la derrota i la restauració francesa, els títols atorgats per Napoleó no foren reconeguts. Es va haver de retirar en la pobresa. En enviudar, el seu sogre el va obligar a deixar el seu únic fill Marius al seu càrrec, amb l'amenaça que si no, el desheretaria. El sogre era reialista i odiava els bonapartistes. Marius va créixer creient-se ignorat pel seu pare. Només després de la seva mort es va adonar que el seu pare no havia deixat mai de seguir-lo d'amagat. Llavors es va interessar per la seva història, i va passar a admirar-lo profundament. Després d'una discussió amb el seu avi per motius polítics, va abandonar la casa familiar. Va acabar els estudis d'advocat, però no exercia. Treballava fent traduccions i alguns escrits per un sou modest. Coneix els "amics de l'ABC", un grup heterogeni de discussió política republicana. Ells el fan evolucionar políticament del bonapartisme al republicanisme.
En una nota pòstuma, el seu pare li demanava al seu fill que fes tot el bé possible a qui li havia "salvat la vida" a Waterloo, en Thérnardier. Tot i buscar-lo activament, no l'havia pogut trobar. Poc es pensava que era justament el seu veí de pensió.
Marius es fixa en una parella que passen estones, com ell, al jardí de Luxemburg. Un és un senyor gran amb cabell blanc, i l'altra és una noieta d'uns quinze anys. Marius s'enamora profundament de la noia, tot i que, per timidesa, ni tan sols li coneix la veu. Després de mesos de fer-se el trobadís al jardí, els segueix per saber on viuen; però poc després, el vell i la noia canvien d'adreça i Marius els perd la pista, desesperant-se.
Al cap d'un temps, la filla dels veïns de pensió li demana caritat. Li explica una història d'urgència extrema, i li dona pràcticament tots els seus estalvis, tot i que ell, com s'anirà veient, encara està més necessitat. Per curiositat, mira per un forat de l'envà, i s'adona que la família es dedica professionalment a enredar gent generosa perquè els facin caritat. És testimoni de la preparació d'una visita d'un nou benefactor: apaguen el foc, trenquen un vidre de la finestra (ferint de passada una de les filles amb el vidre), i esbotzen una cadira. Quan apareix el "filantrop", com en diuen, Marius queda astorat: són justament la parella del jardí de Luxemburg. En Thénardier/Jondrette li treu amb una història inventada tots els diners que porta a sobre, i fins i tot li deixa l'abric i li promet que tornarà a la tarda amb més diners per pagar-li els deutes del lloguer.
Quan marxa, en Thénardier explica a la seva dona que ha reconegut en el "filantrop" l'home que s'havia endut la Cosette, i que per tant, la noia elegant que l'acompanyava era la mateixa Cosette. Foll de ràbia i enveja per les diferents trajectòries a la vida, decideix parar-li una trampa, amb la col·laboració de destacats criminals dels baixos fons. Marius ho sent, i, per protegir la seva estimada, ho denuncia a la policia. Allà es troba el comissari Javert, que li dona dues pistoles, li demana la clau de la pensió, i li indica que dispari quan vegi que s'està duent a terme el crim.
Quan arriba el moment de la veritat, en Thénardier comença a insultar el "filantrop", l'agafa per sorpresa, el redueix i li diu el seu nom real. El filantrop (de fet, fa estona que el lector ha identificat en Jean Valjean) fa veure que no el coneix de res, però Marius queda paralitzat en un dilema. Per una banda, ha trobat el salvador (suposat) del seu pare a qui tenia com a missió d'afavorir; per l'altra, aquest home és un bandit que amenaça el suposat pare de la seva estimada. En comptes de disparar la pistola i avisar la policia, es queda mirant l'escena.
Thénardier vol 200.000 francs. Obliga Valjean a escriure una carta a la Cosette, dient que acompanyi la portadora de la carta (la Sra. Thénardier), que la portarà amb ell per un assumpte urgent. El pla és tenir-la segrestada fins que pagui els diners. Però Valjean els dona una adreça falsa per guanyar temps. Quan es descobreix l'ardit, decideixen matar-lo. No és fins llavors que Marius es decideix a actuar, llançant un paper amb la lletra de la filla Thénardier que diu "Venen els polis". Creient que el paper ha entrar per la finestra, s'aturen i intenten escapar, però en aquell moment arriba Javert, i els detén a tots. Només escapa una de les filles Thénardier, que havia d'estar vigilant al carrer. Quan Javert va a prendre declaració al "filantrop", i abans no pugui veure-li la cara, Valjean s'escapa per la finestra.

### Volum IV: L'idil·li del carrer Plumet i l'epopeia del carrer Saint-Denis

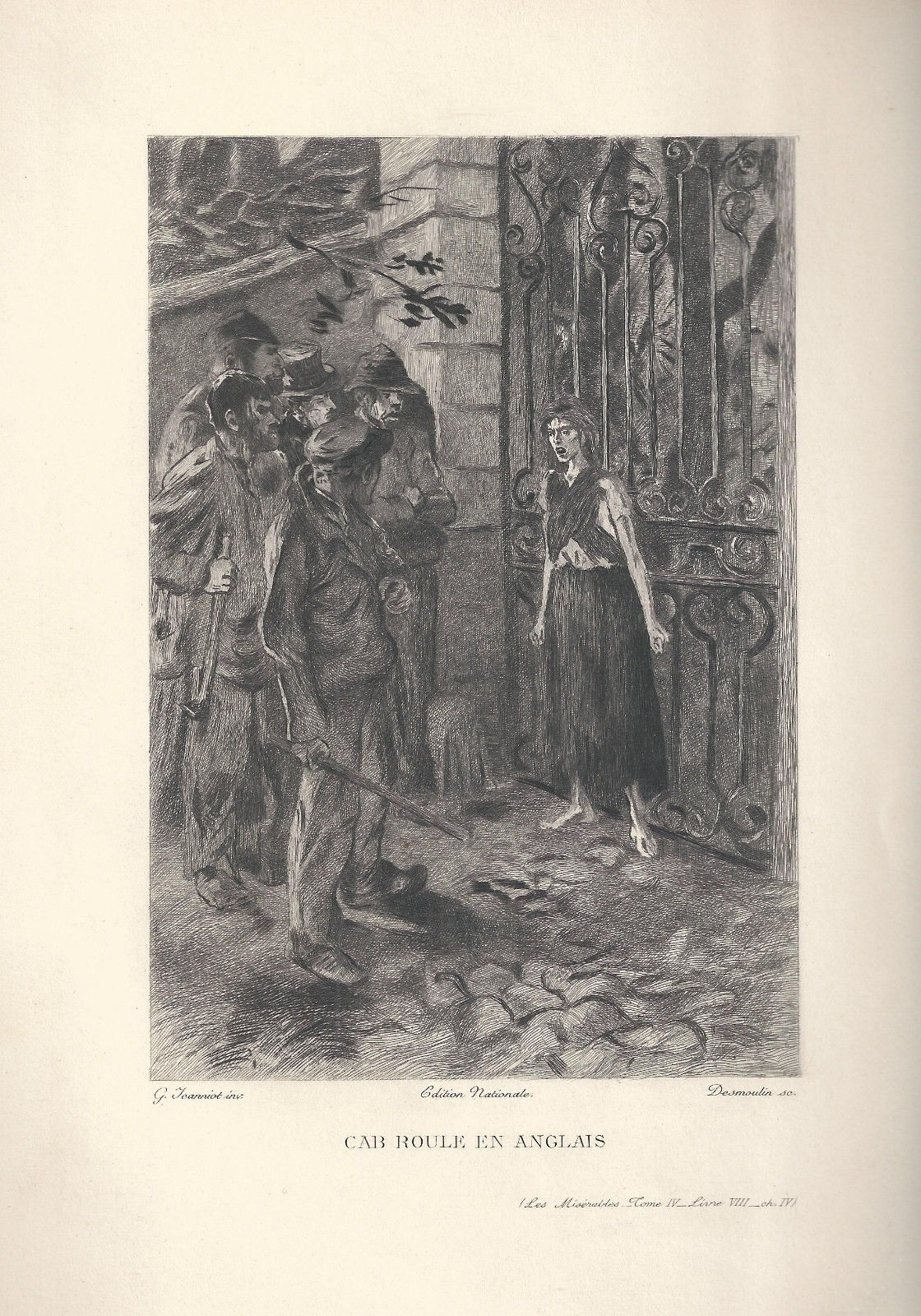
Éponine evita el robatori a can Valjean

En sortir de la presó, Éponine troba en Marius i li diu, tota trista, que ha descobert l'adreça de Cosette. El condueix a la casa de Valjean i Cosette al carrer Plumet, i Marius vigila la casa durant alguns dies. Finalment, troba la Cosette, i es declaren mútuament amor. Passen uns quants dies amb Marius visitant cada vespre el jardí per festejar amb ella.
Thénardier i altres membres de la banda aconsegueixen escapar-se de la presó amb l'ajuda de Gavroche, tot i que el seu pare no fa ni esment de reconèixer-lo. Una nit, durant una de les visites de Marius, decideixen de robar a casa de Valjean i Cosette. Però Éponine, que fa pràcticament guàrdia al davant de la casa, s'hi interposa, i els amenaça amb posar-se a cridar i despertar tot el veïnat si no se'n van, impedint el robatori. Mentrestant, Cosette explica a Marius que Valjean està preocupat per la situació i està planificant traslladar-se a Anglaterra, cosa que els entristeix enormement.
L'endemà, Valjean està assegut reflexionant al Camp de Mart. Està preocupat perquè ha vist Thénardier pel veïnat. De sobte, li deixen una nota a la falda, que diu "Marxa", i no aconsegueix de veure el missatger. Torna a casa, i li diu a Cosette que es traslladen immediatament a una altra casa, al carrer de l'Homme Armé, i que de seguida que puguin es traslladaran a Anglaterra. Marius, desesperat per la possible pèrdua de Cosette, decideix de casar-s'hi, però necessita el permís i l'ajuda del seu avi, el Sr. Gillenormand; s'empassa l'orgull i torna a visitar-lo. El seu avi fa un posat sever i enfadat, malgrat que la seva màxima il·lusió era el retorn de Marius. L'entrevista es va torçant i finalment es nega a autoritzar el casament, dient-li que el que ha de fer és amistançar-se amb ella. Marius se sent insultat en Cosette, i marxa.
L'endemà, hi ha una revolta i es fan barricades per París. Els "amics de l'ABC", Enjolras i d'altres lideren la construcció d'una de les més grosses al carrer Saint-Denis. Allà hi fa cap també Gavroche, que reconeix Javert i informa a Enjolras que és un espia del govern. Javert ho admet, i el lliguen a una columna, amb la certesa que el mataran el moment abans que caigui la barricada.
Mentrestant, Marius torna al carrer de la Rue Plumet, però troba que la casa està buida. Una veu li diu que els seus amics l'esperen a la barricada. Desesperat, pensant que no tornarà a veure a Cosette, i que la vida ja no té sentit, se n'hi va.
Marius arriba a la barricada en un moment en què estan patint un assalt de les tropes del govern. Mentre s'acota per agafar un barril de pólvora, un soldat l'apunta. Però un altre home tapa la punta del fusell del soldat amb la mà. Quan dispara, l'home queda ferit de mort, però desvia el tret i Marius queda il·lès. S'enfila a la barricada amb una torxa en una mà i un barril de pólvora a l'altra, i amenaça amb fer-ho volar tot si no es retiren. Així aconsegueix aturar el primer atac, guanyant-se el reconeixement dels altres revoltats. A partir d'aquell moment, Enjolras i Marius comparteixen el lideratge de la barricada.
En el moment de tranquil·litat que segueix, Marius va a l'altra banda del carrer, on hi ha una barricada més petita, que està sense ningú. Quan se'n torna, l'home que havia rebut el tret que anava Marius el crida. Llavors, descobreix que no és un home, sinó Éponine disfressada. Ferida de mort, li confessa que era ella qui li havia dit que anés a la barricada, perquè volia que morissin junts: ja que no podia ser per ella, que tampoc fos per Cosette. Li explica que li havia salvat la vida perquè volia morir ella primer. L'autor explica que la nota que havia rebut Valjean també l'havia lliurada Éponine.
També li diu que té una carta seva: l'havia interceptada el dia abans, i no tenia previst de donar-la-hi, però decideix de fer-ho per por que Marius estigui enfadat amb ella durant l'eternitat. Li demana que no la llegeixi fins que ella sigui morta, i que li faci un petó al front després de morir. Les seves últimes paraules són que "estava una mica enamorada" d'ell.
Després de complir la seva promesa, Marius llegeix la carta. És de Cosette, explicant-li on s'està, demanant que continuï venint-la a veure mentre no marxen a Anglaterra. Però, assetjats com estan, és impensable sortir amb vida de la barricada, abandonant els seus amics. Li envia una carta mitjançant Gavroche, però Gavroche la dona a Valjean en comptes de Cosette. Valjean, que està preocupat perquè li sembla que està perdent Cosette, llegeix la carta. Al principi, pensa que la mort segura de Marius li resoldrà el seu problema amb Cosette, però finalment decideix agafar l'uniforme de Guarda Nacional, l'escopeta, i anar-se'n de casa.

### Volum V: Jean Valjean
Valjean arriba a la barricada, i dona el seu uniforme a un dels revoltats perquè pugui fugir sense ser reconegut i eviti l'afusellament. Demostra una punteria excepcional, però no mata ningú; només dispara contra el casc per evitar que s'acostin més. Marius el reconeix i no entén què hi fa allà. La situació a la barricada comença a ser desesperada: Enjolras avisa que s'estan quedant sense municions, i Gavroche surt de la barricada per agafar-ne dels soldats morts. Les tropes del govern el maten.

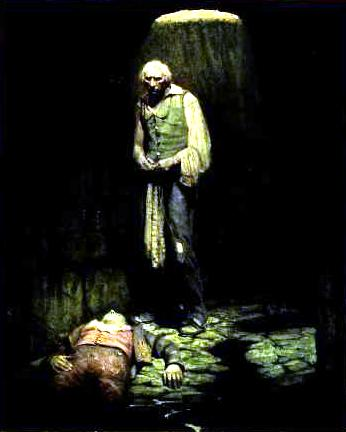
Valjean a les clavegueres amb en Marius ferit (edició nord-americana, 1900)

La situació és desesperada, i Valjean demana a Enjolras el privilegi d'executar Javert, que li és concedit. Valjean s'emporta Javert fora de la vista, dispara a l'aire, i li diu que se'n vagi. Tothom, Marius inclòs, creu que l'ha matat. La barricada cau, i els soldats entren a la taverna que era el quarter general dels revoltats, que resisteixen fins al final. Enjolras i el seu amic Grantaire són afusellats junts mentre criden "visca la República". Mentre l'atenció dels soldats està centrada en la taverna, Valjean veu que la reixa de la claveguera està aixecada i pot escapar per allà. Agafa Marius, que està ferit greument i està inconscient, i se l'emporta a coll i be per les clavegueres. Són els únics supervivents. La fugida per les clavegueres és molt complicada. No té llum ni coneix el terreny. Evita una patrulla de policia, arrisca la vida en un pas enfonsat molt perillós, i arriba a una sortida discreta, sempre amb Marius a coll. Però la sortida està tancada amb clau. Apareix Thénardier, que s'hi estava amagant de la policia. Valjean el reconeix, però està tan brut que Thénardier no el reconeix a ell, i creu que és un lladre i assassí que vol llançar el cos de la seva víctima al Sena. Ofereix d'obrir la sortida a canvi del botí del robatori. D'amagat, esquinça un tros de roba de la jaqueta de Marius per poder investigar-ne la identitat més endavant. Al final obre la porta de la claveguera, i deixa marxar en Valjean, amb l'esperança que la policia el detindrà i el deixaran tranquil a ell.
Efectivament, només sortir, Javer l'espera. Valjean no es resisteix, i només demana que l'ajudi a retornar Marius a casa seva abans de rendir-se. Javert creu que Marius no sobreviurà i fa el que li demana. Després de deixar en Marius, Valjean demana de passar per casa seva durant uns minuts, i Javert també li concedeix el favor. Javert es queda al carrer i li diu a Valjean que l'espera allà, però quan Valjean està a punt per tornar, descobreix que se n'ha anat. Javert se'n va rumiant una contradicció tràgica per a ell: ha estat tota la vida al servei de la llei, però no es veu amb cor de fer tancar Valjean, que abans ha tingut pietat d'ell. El fet de no poder complir el seu deure amb la llei li suposa una dilema terrible, i a la fi se suïcida tirant-se al Sena des d'un pont.
Marius es recupera de les seves ferides, i té records molt vagues de la barricada. El porter no li pot dir la identitat del seu salvador. Es reconcilia amb el seu avi, i comencen a preparar el casament amb Cosette. Quan arriba el moment de parlar de diners Valjean anuncia, davant de la sorpresa de tothom, que Cosette és rica, ja que té gairebé 600.000 francs. El dia del casament, Thénardier i la seva filla (la seva dona és morta) veuen Valjean i fan investigacions.
Després del casament, Valjean confessa a Marius que és un convicte i fugitiu de la justícia. Marius queda horroritzat i s'imagina el pitjor. Creu que els diners de Cosette tenen una procedència il·legal i decideix no tocar-los, i evitar el contacte entre Cosette i Valjean. Valjean hi està d'acord, perquè creu que és el millor per a la parella, però enyora molt Cosette i perd les ganes de viure.
Thénardier va a veure en Marius disfressat, amb l'esperança de vendre-li informació sobre Valjean. Marius el reconeix igualment, i a més li demostra que ja sap la major part de la informació que l'altre li volia vendre: la condició de convicte de Valjean. Thénardier li confirma que Valjean era el Sr. Madeleine de Montreuil-sur-mer i, per tant, la procedència de la seva fortuna era honesta. Però Thénardier creu que té un as a la màniga, perquè al final havia reconegut Valjean en l'home que anava a llançar un cadàver al Sena des de la claveguera. Quan ho explica i li dona com a prova la peça de roba que havia estripat de la jaqueta, Marius s'adona que era Valjean qui havia travessat la ciutat pel clavegueram per salvar-li la vida. Marius li llança a la cara un feix de bitllets a la cara, li retreu els seus crims, i li dona diners perquè marxi i no torni més (alliberant-se així del deute que sentia envers ell per haver salvat sense voler la vida del seu pare). Thénardier se'va a Amèrica on es converteix en negrer.
Marius i Cosette surten corrents cap a casa de Valjean, i de camí, Marius explica a Cosette que Valjean li havia salvat la vida a la barricada. Estan decidits a fer viure Valjean amb ells per honorar-lo com es mereix, però quan arriben el troben mig mort. Valjean, que no temia a la mort en si, sinó a la mort sense haver tornat a veure la seva estimada Cosette, té una gran alegria, i recupera les forces justes per reconciliar-se amb la parella i explicar a Cosette el nom de la seva mare i com la va estimar. Mor en els seus braços, i l'enterren seguint els seus desitjos, sota una pedra sense cap inscripció al cementiri del Père Lachaise.

## Context històric
S'hi esmenta la batalla de Waterloo, que es va desenvolupar del 15 i 18 de juny del 1815; ens parla de la pobresa extrema que els tocà viure a tots els que vivien als seus voltants, i que el fet de treballar junts va unir els seus pensaments i va permetre que afloraren noves i millors idees.
En aquest, trobem els esdeveniments de la seua època com la Revolució francesa del 1789, l'Imperi napoleònic, la Restauració amb Lluís XVIII i Carles X i la Revolució de juliol que va transferir el poder a Lluís Felip d'Orleans.
Es troba en una societat conservadora (molt arrelada a les seues cultures i que no vol admetre cap canvi en la seua forma de vida), classista i molt masclista. Els homes són rudes i patriarcals i les dones delicades, esforçades i seguien ordres dels homes, la qual cosa originà pobresa a gran part de la població (econòmicament), i descontentament amb la burgesia (políticament).
Pel que es pot observar, la part realment important de l'obra és la gent, el poble, que tenen els seus moments lamentables, però també els seus moments de glòria.

## Personatges

### Principals
- Jean Valjean
- Cosette
- Fantine
- Marius
- Javert: interpreta la justícia, implacable i rígid, ha posat totes les seves energies a fer respectar la llei, la seva religió.
- Éponine

### Secundaris
- El bisbe, la seva germana Baptistina i la seva serventa, la Sra. Magloire.
- Els Thénardier: La senyora i el senyor Thénardier no tenen honradesa i representen la pura maldat. No obstant això, també són pares de Gavroche, l'heroisme del qual s'il·lustra més endavant.
- Fauchelevent.
- Gavroche.
- El senyor Baloup.
- Boulautrelle.
- Azelma.
- Petit-Gervais, el menut savoià.
- Favourite, Dahlia i Zephine.
- Blachevelle, Fameuil, Listolier i Félix Tholomeys.
- Enjolras

## Cita
Cita de Victor Hugo sobre Els miserables:
| «                               | L'ésser humà sotmès a la necessitat extrema és conduït fins al límit dels seus recursos, i a l'infortuni per a tots els que transiten per aquest camí. Treball i salari, menjar i aixopluc, coratge i voluntat, per a ells tot està perdut. La llum del dia es fon amb l'ombra, i la foscor entra en els seus cors, i enmig d'aquesta foscor l'home s'aprofita de la debilitat de les dones i els nens i els força a la ignomínia. Després d'això cap tot el horror. La desesperació tancada entre unes febles parets dona cabuda al vici i al crim ... Semblen totalment depravats, corruptes, vils i odiosos, però és molt rar que aquells que hagin arribat tan baix no hagin estat degradats en el procés; a més, arriba un punt en què els desafortunats i els infames són agrupats, fusionats en un únic món fatídic . Ells són "els miserables", els pàries, els desemparats. | » |
| — Victor Hugo, "Els miserables" | |   |

## Recepció contemporània
L'aparició de la novel·la va ser un esdeveniment molt esperat, ja que Victor Hugo era considerat un dels poetes més importants de França a mitjans del segle xix. El New York Times va anunciar la seva publicació a l'abril de 1860. Hugo va prohibir als seus editors resumir la seva història i es va negar a autoritzar la publicació d'extractes abans de la publicació. Els va donar instruccions per basar-se en el seu èxit anterior i va suggerir aquest enfocament: "El que Victor H. va fer pel món gòtic a Notre-Dame de París [El geperut de Notre-Dame], ho aconsegueix per al món modern a Les Misérables". Una campanya publicitària massiva va precedir l'estrena dels dos primers volums d'Els Misérables a Brussel·les el 30 o 31 de març i a París el 3 d'abril de 1862. Els volums restants van aparèixer el 15 de maig de 1862.
Les reaccions crítiques van ser molt diverses i sovint negatives. Alguns crítics van trobar el tema immoral, d'altres es van queixar del seu excessiu sentimentalisme i d'altres es van mostrar inquiets per la seva aparent simpatia amb els revolucionaris. L. Gauthier va escriure a Le Monde del 17 d'agost de 1862: "No es poden llegir sense un disgust invencible tots els detalls que dona Hugo sobre la planificació exitosa dels disturbis". Els germans Goncourt van jutjar la novel·la artificial i decebedora. Flaubert no hi trobava "ni veritat ni grandesa". Es va queixar que els personatges eren estereotips grollers que "parlen molt bé, però tots de la mateixa manera". Va considerar que era un esforç "infantil" i va posar fi a la carrera d'Hugo com "la caiguda d'un déu". En una ressenya d'un diari, Charles Baudelaire va elogiar l'èxit d'Hugo en centrar l'atenció del públic en els problemes socials, tot i que creia que aquesta propaganda era el contrari de l'art. En privat el va castigar com a "repulsiu i inepte" ("immonde et inepte"). L'Església Catòlica el va col·locar a l'Index Librorum Prohibitorum.
L'obra va ser un èxit comercial i ha estat un llibre popular des que es va publicar. Traduït el mateix any que va aparèixer a diverses llengües estrangeres, com l'italià, el grec i el portuguès, va resultar popular no només a França, sinó a tot Europa i a l'estranger.

## Traduccions al català
Maria Perpinyà va traduir Els miserables als anys 1930s, però no va ser publicat fins al 2002 per Brau Edicions, de Figueres.
Més recent és la traducció de Maria Bohigas, publicada el 1998 per Club Editor, a Barcelona.